# Newport West (circonscription du Senedd)
Ne doit pas être confondu avec Newport West (circonscription britannique).
Newport West est une circonscription de l'Assemblée nationale du pays de Galles.

## Membres de l'Assemblée
| Élection | Élection | Membre          | Parti  | Portrait |
| -------- | -------- | --------------- | ------ | -------- |
|          | 1999     | Rosemary Butler | Labour |          |
|          | 2016     | Jayne Bryant    | Labour |          |

## Élections

### Élections dans les années 2010
| Élections de l'Assemblée galloise 2016: Newport West |                   |                             |        |       |       |
| Parti                                                | Parti             | Candidat                    | Votes  | %     | ±     |
|                                                      | Labour            | Jayne Bryant                | 12,157 | 43.8  | -8.4  |
|                                                      | Conservateur      | Matthew Evans               | 8,042  | 29.0  | -4.9  |
|                                                      | UKIP              | Mike Ford                   | 3,842  | 13.8  | +13.8 |
|                                                      | Plaid Cymru       | Simon Coopey                | 1,645  | 5.9   | -1.1  |
|                                                      | Liberal Democrats | Elizabeth Newton            | 880    | 3.2   | -3.7  |
|                                                      | Green             | Pippa Bartolotti            | 814    | 2.9   | +2.9  |
|                                                      | Indépendant       | Bill Fearnley-Whittingstall | 333    | 1.2   | +1.2  |
|                                                      | Cymru Sovereign   | Gruff Meredith              | 38     | 0.1   | +0.1  |
| Majorité                                             | Majorité          | Majorité                    | 4,115  | 14.8  | -3.5  |
| Participation                                        | Participation     | Participation               | 27,751 | 44.7  | +7.8  |
|                                                      | Labour hold       | Labour hold                 | Swing  | −10.0 |       |

| Élections de l'Assemblée galloise 2011: Newport West |                   |                  |        |      |       |
| Parti                                                | Parti             | Candidat         | Votes  | %    | ±     |
|                                                      | Labour            | Rosemary Butler  | 12,011 | 52.2 | +11.7 |
|                                                      | Conservateur      | David Williams   | 7,791  | 33.9 | −0.7  |
|                                                      | Plaid Cymru       | Lyndon Binding   | 1,626  | 7.1  | −3.3  |
|                                                      | Liberal Democrats | Elizabeth Newton | 1,586  | 6.9  | −5.0  |
| Majorité                                             | Majorité          | Majorité         | 4,220  | 18.3 | +12.4 |
| Participation                                        | Participation     | Participation    | 23,014 | 36.8 | −3.3  |
|                                                      | Labour hold       | Labour hold      | Swing  | +6.2 |       |

### Élections dans les années 2000
| Élections de l'Assemblée galloise 2007: Newport West |                   |                    |        |      |       |
| Parti                                                | Parti             | Candidat           | Votes  | %    | ±     |
|                                                      | Labour            | Rosemary Butler    | 9,582  | 40.5 | −6.4  |
|                                                      | Conservateur      | Matthew R.H. Evans | 8,181  | 34.6 | +5.2  |
|                                                      | Liberal Democrats | Nigel R. Flanagan  | 2,813  | 11.9 | +2.1  |
|                                                      | Plaid Cymru       | Brian Hancock      | 2,449  | 10.4 | +2.5  |
|                                                      | English Democrats | Andrew Constantine | 634    | 2.7  | N/A   |
| Majorité                                             | Majorité          | Majorité           | 1,401  | 5.9  | −11.6 |
| Participation                                        | Participation     | Participation      | 23,659 | 40.1 | +5.5  |
|                                                      | Labour hold       | Labour hold        | Swing  | −5.8 |       |

| Élections de l'Assemblée galloise 2003: Newport West |                    |                    |        |      |      |
| Parti                                                | Parti              | Candidat           | Votes  | %    | ±    |
|                                                      | Labour             | Rosemary Butler    | 10,053 | 46.9 | −0.7 |
|                                                      | Conservateur       | William Graham     | 6,301  | 29.4 | +1.2 |
|                                                      | Liberal Democrats  | Phylip A.D. Hobson | 2,094  | 9.8  | −1.9 |
|                                                      | Plaid Cymru        | Anthony M. Salkeld | 1,678  | 7.8  | −4.8 |
|                                                      | UKIP               | Hugh Hughes        | 1,102  | 5.1  | N/A  |
|                                                      | Socialist Alliance | Richard Morse      | 198    | 0.9  | N/A  |
| Majorité                                             | Majorité           | Majorité           | 3,752  | 17.5 | −1.9 |
| Participation                                        | Participation      | Participation      | 21,426 | 34.6 | −7.7 |
|                                                      | Labour hold        | Labour hold        | Swing  | −1.0 |      |

### Élections dans les années 1990
| Élections de l'Assemblée galloise 1999: Newport West |                                  |                 |        |      |     |
| Parti                                                | Parti                            | Candidat        | Votes  | %    | ±   |
|                                                      | Labour                           | Rosemary Butler | 11,538 | 47.6 | N/A |
|                                                      | Conservateur                     | William Graham  | 6,828  | 28.2 | N/A |
|                                                      | Plaid Cymru                      | Bob Vickery     | 3,053  | 12.6 | N/A |
|                                                      | Liberal Democrats                | Veronic Watkins | 2,820  | 11.6 | N/A |
| Majorité                                             | Majorité                         | Majorité        | 4,710  | 19.4 | N/A |
| Participation                                        | Participation                    | Participation   | 24,239 | 42.3 | N/A |
|                                                      | Labour Vainqueur (nouveau siège) |                 |        |      |     |